# Jack Sherrill
Jack Sherril (14 de abril de 1898 - 26 de novembro de 1973) foi um ator de cinema estadunidense da era do cinema mudo, que atuou em 17 filmes entre 1915 e 1921.

## Biografia
Jack Sherril nasceu em Atlanta, Geórgia. Era filho do tesoureiro da Frohman Amusement Corporation, William L. Sherrill e começou a atuar nessa companhia.
Seu primeiro filme foi The Builder of Bridges, em 1915, creditado como Jack B. Sherrill, pela Frohman Amusement Corporation. Posteriormente passou a trabalhar na companhia de seu pai, a William L. Sherril Feature Corporation, responsável por apenas dois filmes, The Rainbow e The Accomplice, ambos em 1917 e estrelados por Jack.
Em 1920, fez o seriado The Invisible Ray, em 15 capítulos, também pela Frohman, ao lado de Ruth Clifford. Em 1921, fez seu último filme, Mother Eternal, retirando-se da vida cinematográfica.
Falceu em 26 de novembro de 1973, aos 75 anos, em Honolulu, Hawaii.

## Filmografia parcial

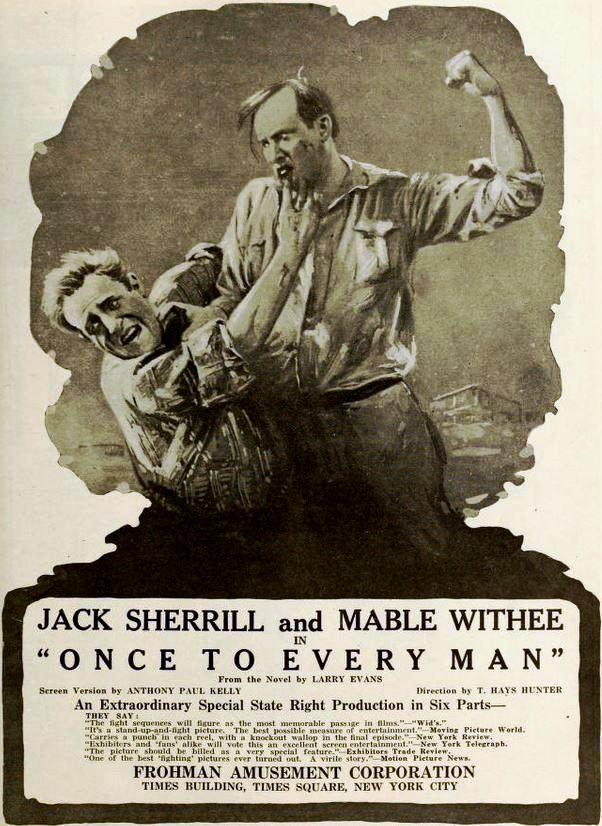
Anúncio do filme Once to Every Man (1918), com Jack Sherrill.

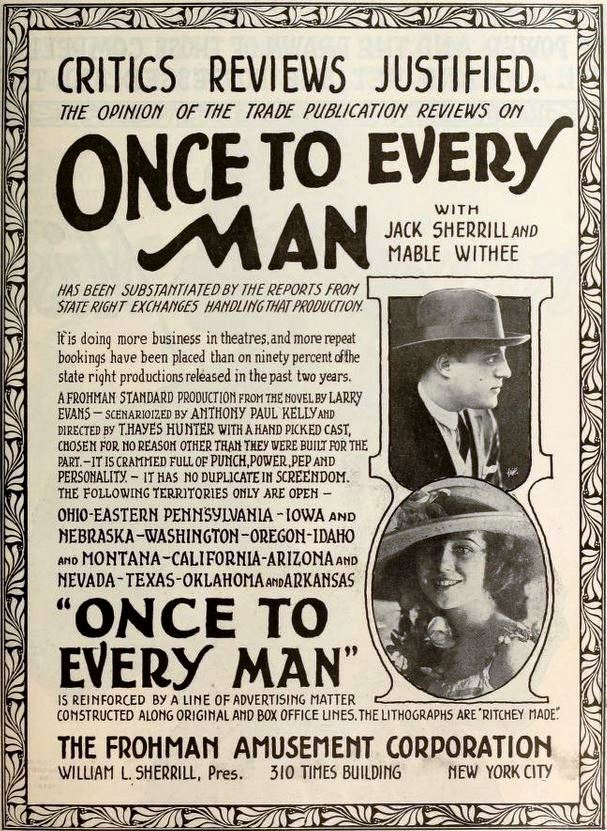
Anúncio do filme Once to Every Man (1918), com Jack Sherrill e Mable Withee.

- The Builder of Bridges (1915)
- The Conquest of Canaan (1916)
- The Woman in 47 (1916)
- The Rainbow (1917)
- The Accomplice (1917)
- The Silent Witness (1917)
- The Crucible of Life (1918)
- Once to Every Man (1918)
- The Profiteer (1919)
- The Invisible Ray (1920)
- Mother Eternal (1921)